# جيمي ماكلوغلين
جيمي ماكلوغلين (بالإنجليزية: Jimmy McLaughlin)‏ (30 أبريل 1993 في الولايات المتحدة - ) هو لاعب كرة قدم أمريكي في مركز الوسط. لعب مع فيلادلفيا يونيون ونادي سينسيناتي ونادي بان.

## وصلات خارجية
- جيمي ماكلوغلين على موقع الدوري الأمريكي (الإنجليزية)
- جيمي ماكلوغلين على موقع إي إس بي إن إف سي (الإنجليزية)
- جيمي ماكلوغلين على موقع قاعدة بيانات كرة القدم.إي يو (الإنجليزية)
- جيمي ماكلوغلين على موقع Soccerway.com (الإنجليزية)
- جيمي ماكلوغلين على موقع عالم كرة القدم.نت (الإنجليزية)
- جيمي ماكلوغلين على موقع AS.com (الإسبانية)